# عز الدين آيت جودي
عز الدين آيت جودي (24 يناير 1967 تبسة الجزائر - ) هو لاعب كرة قدم جزائري يلعب كلاعب وسط.

## روابط خارجية
- عز الدين آيت جودي على موقع قاعدة بيانات كرة القدم.إي يو (الإنجليزية)